# Grosvenor Place (Sydney)
Il Grosvenor Place è un grattacielo di Sydney in Australia.

## Storia
I lavori di costruzione dell'edificio, progettato dall'architetto Harry Seidler, sono iniziati nel 1984 e sono terminati nel 1988.

## Descrizione
L'edificio sorge nel CBD di Sydney e presenta un'altezza di 180 metri.